# Iwona Katarzyna Pawlak
Iwona Katarzyna Pawlak (ur. 28 października 1963 w Sulechowie) – polska aktorka filmowa i teatralna.

## Życiorys
Jest absolwentką VII Liceum Ogólnokształcącego w Zielonej Górze. W 1986 ukończyła studia na Wydziale Aktorskim PWSFTviT w Łodzi. W 2012 ukończyła podyplomowo „Zarządzanie w mediach dla producentów filmowych i tv” w Akademii Koźmińskiego w Warszawie.
Pracę aktorki teatralnej rozpoczęła w 1986 w Teatrze Nowym w Łodzi. Przebywała w Australii i Nowej Zelandii, gdzie zagrała w serialu TVNZ Gloss i w filmie Marvina Chomskiego Brotherhood of the Rose. W 1991 przeniosła się do Poznania, gdzie pracowała w Teatrze Nowym, i – w latach 1992–1996 – w Teatrze Polskim. W 2007 wystąpiła w roli carycy Katarzyny w sztuce Sławomira Mrożka Miłość na Krymie (reż. Jerzy Jarocki) w Teatrze Narodowym w Warszawie.
Jako aktorka filmowa zadebiutowała rolą Justyny Orzelskiej w adaptacji powieści Elizy Orzeszkowej Nad Niemnem. Następnie wystąpiła w filmach: Porno, Nowy Jork, czwarta rano i Psy 2. Ostatnia krew, a także w serialach: Na dobre i na złe oraz 39 i pół. Zagrała Katarzynę w filmie Kolekcja sukienek (2016), który został nagrodzony na dwóch międzynarodowych festiwalach filmowych – Singapore World International Film Festival i Creative International Open Festival New York/Dhaka. Zagrała Mariolę Morawiec w filmie Władysława Pasikowskiego Psy 3. W imię zasad (2020). Wystąpiła w filmie dokumentalnym Jarosława Banaszka Niemy Niemen (2021) przedstawiającym podróż twórców filmu Nad Niemnem na Grodzieńszczyznę do miejsc związanych z powieścią Elizy Orzeszkowej.
Od stycznia 2023 występuje jako Greta Zielarka w serialu TVP Korona królów. Jagiellonowie. 9 września 2023 wystąpiła w Narodowym Czytaniu z udziałem pary prezydenckiej w Ogrodzie Saskim w Warszawie. W 2024 wznowiła współpracę z Władysławem Pasikowskim, występując w jego filmie Zamach na papieża. Od 2025 współpracuje z agencją Casting-studio w Warszawie. Ma profil na platformie E-Talenta i Filmmakers.
News: W roku 2025 aktorka obchodzi 40-lecie działalności twórczej. Dostępne jest retrospektywne video aktorki pt.Retrospection of Art & Life (02:29) LinkedIn.

### Nagrody
Za osiągnięcia aktorskie otrzymała w 1986 wyróżnienie za rolę Zofii w przedstawieniu dyplomowym Ballady o ostatnich według Maksyma Gorkiego w reżyserii Eugeniusza Korina. W 1996 została uhonorowana „Różą”, nagrodą krytyków poznańskich dla najlepszych aktorów. Film Kolekcja sukienek, w którym aktorka wystąpiła w roli malarki Katarzyny, w 2016 uhonorowano na Singapore World International Film Festival Nagrodą Za Najlepszy Wkład Artystyczny w kategorii pełnometrażowych filmów fabularnych. W czerwcu 2016 film ten otrzymał również nagrodę dla najlepszego filmu polskiego na Creative International Open Festival New York/Dhaka. W czerwcu 2018 otrzymała nadane przez Prezydenta RP odznaczenie Medal Srebrny za Długoletnią Służbę.

## Role teatralne
- 1986: Ballady o ostatnich jako Zofia (reż. E. Korin)
- 1986: Burza jako Miranda (reż. Jan Bratkowski)
- 1987: Cmentarzysko samochodów jako Dila (reż. Wanda Laskowska)
- 1992: Don Juan jako Elwira (reż. Marek Obertyn)
- 1992: Nawrócony w Jaffie według powieści Marka Hłaski; jako żona sponsora (reż. Jan Buchwald)
- 1994: Dekameron jako Filomena (reż. Jacek Bunsch)
- 1994: Antygona jako Antygona (reż. Jerzy Moszkowicz)
- 1995: Pan Jowialski jako Helena (reż. Roman Kordziński)
- 1995: Don Kichote jako Dulcynea, Maritornes (reż. J. Bunsch)
- 1997: Love Parade jako królowa (reż. Rudolph Straub)
- 1997: Ketchup Schroedera jako Anka (reż. Filip Zylber, Teatr Telewizji)
- 2007: Miłość na Krymie jako Katarzyna II Wielka (reż. J. Jarocki)

## Filmografia
- 1987: Nad Niemnem jako Justyna Orzelska (film i miniserial, reż. Zbigniew Kuźmiński)
- 1987: Ucieczka z miejsc ukochanych jako Weronika Błażejewicz-Aduch-Kunefał (reż. Julian Dziedzina)
- 1988: Nowy Jork, czwarta rano jako Elżbieta (reż. OKrzysztof Krauze)
- 1989: Braterstwo Róży jako asystentka dentysty (reż. Marvyn J. Chomsky, Nowa Zelandia/USA)
- 1989: Porno jako Aga (reż. Marek Koterski)
- 1990: Leśmian jako Dora Lebenthal (reż. Leszek Baron)
- 1991: Obywatel świata jako Jolka (reż. Roland Rowiński)
- 1992: Siwa legenda jako Kniahini Lubka (reż. Bohdan Poręba)
- 1992: Kawalerskie życie na obczyźnie jako ulicznica (reż. Andrzej Barański)
- 1993: Dwa księżyce jako pani Rośnicka (reż. A. Barański)
- 1994: Psy 2. Ostatnia krew jako Mariola Morawiec, żona „Nowego” (reż. Władysław Pasikowski)
- 2008: Na dobre i na złe jako Iza Zarębska, szkolna koleżanka Pawicy (reż. Artur Żmijewski)
- 2009: 39 i pół jako Marzena (reż. Mitja Okorn)
- 2011: Czas honoru jako kobieta z pieskiem w pociągu (odc. 49)
- 2011: Wiadomości z drugiej ręki jako kierownik recepcji (reż. Robert Wichrowski)
- 2013: Prawo Agaty jako dyrektorka przedszkola (odc. 37)
- 2013: Na dobre i na złe jako Urszula (odc. 537; reż. Artur Urbański)
- 2013: Facet (nie)potrzebny od zaraz jako hrabina (reż. Weronika Migoń)
- 2014: Jack Strong jako pielęgniarka (reż. Władysław Pasikowski)
- 2016: Kolekcja sukienek jako malarka Katarzyna (reż. Marzena Więcek)
- 2018: Kocham życie, film dokumentalny (reż. Zbigniew Gajzler)
- 2019: Kurier jako żona Gajowego (reż. Władysław Pasikowski)
- 2020: Psy 3. W imię zasad jako Mariola Morawiec, żona „Nowego” (reż. Władysław Pasikowski)
- 2020: Niemy Niemen (reż. Jarosław Banaszek; producent Robert Pawłowski) jako ona sama
- 2023–2024: Korona królów. Jagiellonowie (serial TVP) jako Greta zielarka (reż. Krzysztof Łukaszewicz)
- 2025:Królowie (serial TVP) jako Greta zielarka (reż. Krzysztof Łukaszewicz)